# Educate Girls
Educate Girls (Обучите девочек) — индийская некоммерческая организация, которая борется с причинами и следствием гендерного неравенства в системе образования страны. Основана в 2007 году Сафиной Хусаин, центральный офис расположен в Мумбаи, основная деятельность сосредоточена в штате Раджастхан. Программы Educate Girls были внедрены в более чем 7,5 тыс. государственных школ и охватили свыше 1 млн школьниц (в основном в наиболее отсталых сельских районах, где ранее девочки из низших каст часто не имели даже начального образования). Целью Educate Girls является привить девочкам лидерские качества, подготовить их к адаптации в современных экономических условиях и в конечном счёте вывести свои семьи из бедности.
После семи лет работы в американской организации Child Family Health International Сафина Хусаин в 2004 году вернулась в Индию и приняла приглашение помочь программе обучения девочек. Вскоре Хусаин основала свою собственную организацию и начала внедрять новую образовательную модель. В шести районах «гендерного разрыва» Раджастхана, где активно работали сотрудники и волонтёры Educate Girls, образовательные результаты существенно улучшились (ранее индикаторы образования девочек здесь были самыми низкими).
Educate Girls и её волонтёрская «Команда Балика» (более 4,5 тыс. человек) стали инициаторами существенных перемен на уровне округов и деревень. Они изменили отношение деревенского сообщества к образованным девушкам, продвигая их на работу в частные компании и государственные органы. Волонтёры Educate Girls развернули целую кампанию по изменению отношения родителей к образованию их дочерей, многие из которых вообще не посещали школу. Также Educate Girls учит родительские комитеты школ выделять наиболее насущные проблемы, оформлять заявки на получение государственных средств для их решения, продвигает программу открытия в каждой школе отдельных женских туалетов, помогает учителям оборудованием и новыми образовательными методиками. В своей деятельности Educate Girls тесно сотрудничает с ЮНИСЕФ, раджастханским отделением Pratham, благотворительными структурами шейхи Мозы бинт Насер аль Миснед и принца Чарльза, Cartier, Vodafone, LGT Group (Лихтенштейн) и Fossil Foundation.
В 2014 году Educate Girls в составе консорциума для финансирования своих программ впервые в мире внедрила облигации развития, заработав от инвесторов 238 тыс. долларов. В 2015 году Educate Girls получила премию за социальное предпринимательство от Фонда Сколла. Ранее Educate Girls и её руководительница отмечались наградами от Всемирного банка, World Innovation Summit for Education и British Asian Trust.